# Heterogloeaceae
Famille
Les Heterogloeaceae sont une famille d'algues de l'embranchement des Ochrophyta, de la classe des Xanthophyceae ou Tribophyceae (algues jaunes). C'est la seule famille de l'ordre des Heterogloeales.

## Étymologie
Le nom vient du genre type Heterogloea, composé du préfixe hetero- (du grec ετερος / eteros, «  différent, contraire, opposé »), et -gloea, glutineux  (de glea, gelée), en référence au fait que les cellules de cet organisme peuvent soit vivre libre, soit se grouper dans une substance gélatineuse.

## Description
Le genre type Heterogloea est un organisme colonial, dont les groupes sans forme définie, qui peuvent faire jusqu'à 100 μm de diamètre, vivent librement ou attachés à un substrat. 
Les cellules globulaires, sans paroi cellulaire, de 4 à 10 μm de diamètre, sont dispersées dans un mucilage, non stratifié plus ou moins ferme, et sont susceptibles d'avoir des mouvements amiboïdes.
La cellule renferme deux ou trois chloroplastes de petite taille ; une seule vacuole contractile y a été observée . 

## Liste des genres
Selon AlgaeBase (27 mars 2022) :
- Gloeochloris Pascher, 1932
- Helminthogloea Pascher, 1932
- Heterogloea Pascher, 1930
- Malleodendron Pascher, 1937